# Eugénie de Guérin
Eugénie de Guérin (castillo de Cayla, 29 de enero de 1805 - 31 de mayo de 1848) fue una escritora francesa, hermana mayor del poeta Maurice de Guérin, con quien tuvo una relación de tipo maternal y con quien mantenía una asidua correspondencia.
Eugénie era una mujer con una ferviente fe católica y siempre lamentó la pérdida de la fe de su hermano. Sus Diarios y sus Cartas indicaban la posesión de un talento tan peculiar como el de su hermano, aunque de un tipo algo distinto. En su caso, el misticismo asumió una forma estrictamente más religiosa.
Tras la muerte de su hermano, empezó la tarea de reunir y publicar las piezas esparcidas de su escritura, pero falleció antes de completar su objetivo.

## Elementos bibliográficos
Eugénie de Guérin apenas viajó, a excepción de algunas estancias cortas en las ciudades colindantes (Albi, Gaillac, Toulouse). En noviembre de 1838 viajó a París para la boda de su hermano Maurice con Caroline de Gervain. Permaneció allí durante seis meses, alojada en casa de la pareja y también en casa de Madame de Maistre, de quien fue la guía espiritual en el castillo de Coques, y de quien su hermano se había enamorado. Eugénie regresó a Cayla el 8 de julio de 1839, y once días más tarde su hermano falleció. Este fue el acontecimiento de su vida que más la marcó.
Escribió en su diario, con fecha 30 de septiembre de 1839:
Je voudrais que le ciel fût tout tendu de noir,
Et qu'un bois de cyprès vînt à couvrir la terre ;
Que le jour ne fût plus qu'un soir.
(Querría que el cielo estuviera todo negro,
Y que un bosque de cipreses cubriera la tierra;
Que el día no fuera más que noche.)
Nunca llegó a recuperarse de esta pérdida y murió desconsolada nueve años más tarde.

## Su diario
A partir de 1834 comenzó a escribir un diario destinado a su hermano. Lo finalizó en 1841, habiendo anotado sus opiniones, sus lecturas y, en general, la vida cotidiana de una mujer joven en la primera mitad del siglo XIX. Estaba fuertemente influenciada por el cristianismo, sobre todo por la Imitación de Cristo, una obra de piedad muy leída en aquella época. Tanto, que Jules Barbey d’Aurevilly, amigo de la familia Guérin, escribió: «El Diario de Eugénie es la Imitación pasada por el corazón de la mujer» (Carta a Guillaume-Stanislas Trébutien del 25 de agosto de 1854)
Una edición fragmentada de sus obras fue publicada en diciembre de 1855, gracias a Guillaume-Stanislas Trébutien y Jules Barbey d’Aurevilly, bajo el nombre de Reliquae. El mismo Trébutien editaría más tarde su Diario (1862) y sus Cartas (1864). En 1934, con la iniciativa de Émile Barthès, se publicó el texto completo del diario.

## Obras
- Poemas
  - L’Ange joujou
  - Baiser d’enfant
  - Ma Lyre
  - Litanies de la tristesse
  - Que mon désert est grand !

- Cartas
- Diario y fragmentos